# Nightrider
«Nightrider» es una canción del grupo británico Electric Light Orchestra, publicada en el álbum de estudio Face the Music (1975). La canción, compuesta por Jeff Lynne, fue también publicada como el tercer sencillo del álbum, después de «Evil Woman» y «Strange Magic».
El sencillo incluyó como cara B una versión en directo de «Daybreaker», extraída del álbum The Night the Light Went On (In Long Beach). A pesar de la creciente popularidad del grupo tras la publicación de Face the Music, el sencillo no entró en ninguna lista de éxitos.
Entre el minuto 3:16 y 3:19, la canción incluye un crescendo de instrumentos de cuerda que fue reutilizado, aunque del reverso, en otra canción del álbum, «Evil Woman». Según Lynne: «Tomé la parte alta de cuerdas de "Nightrider" que llega al clímax, y la usé al revés en "Evil Woman" como gran efecto. Me quedé sorprendido cuando encajó a la perfección». La canción fue también utilizada como cara B del sencillo «Do Ya» en los Estados Unidos.
Durante la interpretación en directo de «Nightrider», Lynne compartía la voz principal con Kelly Groucutt.